# Trường Bách khoa, Đại học Cần Thơ
Trường Bách khoa là một đơn vị đào tạo thuộc Đại học Cần Thơ, một trường đại học trọng điểm quốc gia của Việt Nam. Đây là trường thành viên đầu tiên của mô hình đại học đa ngành đào tạo các chuyên ngành về kỹ thuật công nghệ tại miền Nam, được Đại học Cần Thơ tổ chức lại từ nhiều khoa kỹ thuật nhằm đào tạo nguồn nhân lực kỹ thuật công nghệ chất lượng cao cho khu vực Đồng bằng sông Cửu Long.

## Lịch sử hình thành
Tiền thân của trường là khoa Cơ khí Nông nghiệp được thành lập vào năm 1977 dựa trên việc chia tách khoa Nông nghiệp (được tổ chức lại năm 1975 từ trường Cao đẳng Nông nghiệp thuộc Viện Đại học Cần Thơ trước năm 1975), rồi được chia tách thành khoa Cơ khí Nông nghiệp và khoa Thủy nông - Cải tạo Đất năm 1978. Đến năm 1995 thì được tổ chức lại thành khoa Công nghệ trên cơ sở sáp nhập khoa Cơ khí Nông nghiệp và khoa Thủy nông - Cải tạo Đất. Năm 2008, nhằm đẩy mạnh việc ứng dụng công nghệ viễn thông và tự động hóa, bộ môn Điện tử Viễn thông và bộ môn Tự động hóa của khoa Công nghệ Thông tin và Truyền thông được sáp nhập vào khoa Công nghệ. Khoa Công nghệ trở thành Trường Bách khoa thuộc Trường Đại học Cần Thơ năm 2022 nhằm đẩy mạnh việc phân cấp - phân quyền, tăng vai trò chủ động sáng tạo ở các đơn vị và tạo động lực phát triển đến từng giảng viên.

## Đào tạo
Trường chịu trách nhiệm đào tạo khối ngành kỹ thuật công nghệ, hợp tác quốc tế, nghiên cứu và chuyển giao công nghệ cho vùng Đồng bằng Sông Cửu Long và cả nước. Trường có 171 viên chức và người lao động, trong đó có 10 Phó giáo sư, 61 Tiến sỹ và 80 Thạc sỹ. Trường đào tạo 1 chương trình Tiến sỹ, 4 chương trình Thạc sỹ và 15 chương trình bậc Đại học với hơn 7.000 sinh viên đại học, 288 học viên cao học và 8 nghiên cứu sinh tiến sỹ.
Trường có 9 khoa và các đơn vị trực thuộc gồm:
- Khoa Kỹ thuật cơ khí
- Khoa Kỹ thuật xây dựng
- Khoa Kỹ thuật thủy lợi
- Khoa Kỹ thuật công trình giao thông
- Khoa Tự động hoá
- Khoa Kỹ thuật Hoá học
- Khoa Kỹ thuật điện
- Khoa Điện tử Viễn thông
- Khoa Quản lý Công nghiệp
- Văn phòng trường
- Xưởng Cơ khí

## Nghiên cứu khoa học
Hướng nghiên cứu chính của trường thuộc các lĩnh vực ứng dụng cơ khí nông nghiệp, năng lượng tái tạo, xây dựng và công trình giao thông.